# واشينتون أونتونيو
واشينتون أونتونيو (بالإسبانية: Washington Ortuño)‏ (مواليد 13 مايو 1928) هو لاعب كرة قدم. يلعب مع منتخب الأوروغواي لكرة القدم. سبق له أن لعب في كأس العالم لكرة القدم مع منتخب بلاده.

## روابط خارجية
- واشينتون أونتونيو على موقع الاتحاد الدولي (مؤرشف)  (الإنجليزية)
- واشينتون أونتونيو على موقع قاعدة بيانات كرة القدم.إي يو (الإنجليزية)
- واشينتون أونتونيو على موقع Soccerway.com (الإنجليزية)
- واشينتون أونتونيو على موقع عالم كرة القدم.نت (الإنجليزية)